# Маячное (Челябинская область)
Мая́чное — село в Октябрьском районе Челябинской области. Административный центр Маякского сельского поселения.

## География
Село находится на берегу безымянного озера, на расстоянии 27 км к юго-востоку от села Октябрьское, административного центра района.

### Часовой пояс
Село Маячное, как и вся Челябинская область, находится в часовой зоне МСК+2. Смещение применяемого времени относительно UTC составляет +5:00.

## Население
| 2002 | 2010 |
| ---- | ---- |
| 535  | ↘392 |

### Половой состав
По данным Всероссийской переписи, в 2010 году численность населения села составляла 392 человека (192 мужчины и 200 женщин).

## Улицы
| - ул. 8 Марта, - ул. Восточная, - ул. Луценко, - ул. Молодёжная, | - ул. Новая, - ул. Северная, - ул. Центральная, - ул. Экологическая. |